# ماسلیوا
ماسلیوا (به عربی: ماسلیوا) یک منطقهٔ مسکونی در لیبی است که در استان واحات واقع شده‌است.